# Stănilești
Stănilești – wieś w Rumunii, w okręgu Vaslui, w gminie Stănilești. W 2011 roku liczyła 2531 mieszkańców.